# Fußballkommentator
Ein Fußballkommentator ist ein Sportreporter, der Fußballspiele für den Hörfunk oder das Fernsehen kommentiert. 1929 wurde in Deutschland das erste Fußballspiel im Radio übertragen. Die erste TV-Übertragung gab es in Deutschland 1939.
Bekannte Fußballkommentatoren, die diesen Berufsstand geprägt haben, sind z. B. Rudi Michel, Rolf Kramer, Werner Schneider, Bernhard Ernst, Herbert Zimmermann, Manfred Breuckmann, Werner Hansch, Sammy Drechsel, Heinz Florian Oertel, Ernst Huberty, Gerd Rubenbauer, Marcel Reif, Heribert Faßbender, Reinhold Beckmann, Rolf Töpperwien, Fritz von Thurn und Taxis, Jörg Dahlmann, Wolff-Christoph Fuss, Hansi Küpper, Kai Dittmann, Markus Höhner, Frank Buschmann, Johannes B. Kerner und Béla Réthy.
In der Schweiz gilt Bernard Thurnheer als der bekannteste Fußballkommentator. Kurt Jeschko, Hans Huber, Robert Seeger, Oliver Polzer und Thomas König waren bzw. sind die bekanntesten österreichischen Fußballkommentatoren.
Momentan werden im deutschen Fernsehen die Spiele der deutschen Fußballnationalmannschaft von Marco Hagemann, Tom Bartels, Gerd Gottlob und Oliver Schmidt kommentiert.